# 多摩川高校生水死事件
多摩川高校生水死事件（たまがわこうこうせいすいしじけん）は、2009年（平成21年）7月、東京都大田区の多摩川にて、高校生2名が友人らに川へ突き落とされて水死した事件。

## 概要
2009年（平成21年）7月19日午後7時すぎ、多摩川で高校生2名が水死した。当初は、事故死として処理されていたが、水死した高校生の父親が、一緒に居たサッカー部の友人が、突き落とされて溺れる2人の様子を携帯電話で動画撮影していたことを突き止め、警察に被害届を出したことから、一転して捜査が開始された。2010年7月8日、警視庁少年事件課と池上警察署は、の男子生徒と女子生徒2名を東京家庭裁判所に過失致死の非行事実で書類送致した。2010年（平成22年）10月19日、女子生徒に対して「軽率な行為で、結果は重大」として保護観察処分とする決定。一方、男子生徒に対しては同年11月5日、同級生を突き落としたと認定したが、女子生徒が突き落としたもう一方の同級生を助けようとして溺れたことが水死に大きな影響を与えたと結論付け、不処分となった